# 鍵姫物語 永久アリス輪舞曲
『鍵姫物語 永久アリス輪舞曲』（かぎひめものがたり えいきゅうアリスロンド）は、介錯による漫画作品。『月刊コミック電撃大王』2004年2月号から2006年7月号まで連載（全4巻）。2006年にはそれを原作としてテレビアニメが放送された。

## あらすじ
「アリスの物語」（※）をこよなく愛読する少年・桐原有人は、主人公・アリスと瓜二つの少女・有栖川ありすに遭遇する。しかしその時、有人が探し求めている失われたアリスの物語「終わらないアリス」を巡る争い「アリスロワイヤル」の戦場に踏み込む。その争いは全ての物語を集めると願いが叶うとされる「第3のアリスの書」を完成させるために、「メルヴェイユスペース（幻想空間）」でのアリス能力者=鍵姫たちの熱き戦いが繰り広げられていた。この時こそ、有人らのアリスを巡る戦いの幕開けだったのだ。
※…「アリスの物語」は「不思議の国のアリス」「鏡の国のアリス」をモチーフにしており、本作中世界では現実の世界のこの2作は存在していない。

## 主な登場人物
「声」はアニメ版における担当声優。

### アリス同盟
桐原 有人（きりはら あると）
声 - 豊永利行
本作の主人公。中学2年生。人の心の物語を書き移す能力を持つ(アリス能力者の力の形とは異なるが、アリス能力者と同じ力を持っている)。オルタナイト・L・タキオン原作のアリスの物語をこよなく愛し、二次創作でオリジナルのアリスの物語を書く。原作では幼少時にきらはによってアリスの本を捨てられたことがキッカケで、自分で物語を書くようになっている。
周囲からは「アリスマニア」とあだ名されているが、人当たりがいいためか疎外されている様子は無い。ただし、作中には同性の友人が見受けられず、校内ではありす、きらは、キサ、キリカ以外の生徒と会話することは滅多にない。
ある夜、空を舞うありすの姿を見たことによってありすと知り合う。その後、単なる噂だと思っていた「第3のアリスの物語」である「終わらないアリス」が実在することを知り、心の物語を巡る争いであるアリスロワイヤルに図らずも巻き込まれることとなる。
少々潔癖なところがあり、原作版では騙し討ちを好んでいたありすやきらはを卑怯呼ばわりしたことがある。
最終的に、アリスロワイヤルの勝敗とありす自身の行動が自分の書いた筋書き通りに進行することを知り、自らの手で物語を完結させる。
きらはとの兄妹関係
- 原作 - 後半より、幼少期にて桐原家に引き取られた（きらはとは義理の兄妹）ということが明らかになる。
- アニメ版 - 実の兄妹という設定。

有栖川 ありす（ありすがわ ありす）
声 - 清水愛
本作のヒロイン。中学2年生。他の鍵姫の物語を自分の物語に上書きすることで、その鍵姫の力を使うことの出来る鏡の鍵（ミラーワールド）を使用する能力者。アリス能力者の姿になる際は身体が成長する。有人と同じく、タキオンが書いたアリスの物語を愛する。
「終わらないアリス」を読むために心の物語を巡る戦いをしており、ページを効率的に集めるため有人やきらは・キサ・キリカ（後にアスカも）と「アリス同盟」を結成する。その他には戦う意味を特に見出していなかったが、アリスマスターに会った後「願いを叶える」という目標が出来たような素振りをしている（実際はどうか定かではない）。自分の幼い頃の記憶が無い。その正体は、有人が書いた『第三のアリス』の中のアリスが自らの意思と実体を持った者であり、過去の記憶（というより過去そのもの）が存在しないのはそのためである。
全てが終わった後、メルヴェイユスペースに留まったものの桐原兄妹の許に足を運んで物語は幕を閉じた。
アニメ版では『第三のアリス』を巡る全ての真相が明らかとなった時に、双子のアリスと共に物語の世界を守るためメルヴェイユスペースに留まる道を選ぶ。
桐原 きらは（きりはら きらは）
声 - 狩野茉莉
本作のもう一人のヒロイン。中学1年生。有人の妹で極度のブラコン。ありすと同じ鏡の鍵（ミラーワールド）を使用する能力者。ただし、能力は異なり、自分に向けて放たれた鍵の能力を跳ね返す力を持つ。また、身体も成長はせずにそのままである。
ありすや物語の中のアリスに心を寄せる兄に嫉妬するが、心の物語を集めると願いが叶うことを知り、「自らが兄のアリス」となるために戦いに参加する。
原作では、有人とは血縁関係の無い義理の妹であり、最終的には兄妹以上に親密になる。
アニメではありすの気持ちも理解し、兄に対する気持ちも諦めるが未だにブラコンの気はある。
御咲 キサ（みさき キサ）
声 - 松来未祐
中学1年生。「人魚姫」がモチーフ。漣の鍵（セイレーン）を使用する能力者。きらはに対して過激なまでの恋愛感情を抱いており、きらはの使用済みアイテムをコレクションしている。
非常に内向的で人付き合いが苦手。アニメ版では幼少時に母親から疎まれており、その事も内向的な性格に影響している。それ故、きらは以外の人と話してもが会話が成立しない（ただし、有人とも多少は会話を成立させることがある）。大好きなきらはの為にアリスロワイヤルへ参戦する。
「恋敵」にあたる有人に対しては、さして害意は抱いてない様子。むしろ、「きらはが有人と結ばれることが、きらはの幸福に繋がる」と解釈しているふしがある。
原作では、きらはの危機に身代わりとなってアリスロワイヤルから脱落。
アニメでは、ありすを助けるためにわざときらはに負けて物語を差し出す。
モチーフは『鋼鉄天使くるみ』のサキ。
篝木 キリカ（かがりぎ キリカ）
声 - 河原木志穂
高校生。「ピーター・パン」がモチーフ。風を操る風雅の鍵（ティンカーベル）を使用する能力者。グラマラスだがアリス能力者に変身後は子供の姿になる。有人達の先輩であり、校内に私用研究室を持つほどの天才。学園内では同性からのファンも多い模様。
事故で有人達に自分の研究データを壊されたことにより（当然ながら、バックアップデータは別に取っており飽くまでも口実として）共に戦うことを選ぶ。幼い頃から両親に英才教育を施されていたが、愛情は与えられず、両親が亡くなったときも、両親の死を悲しむことはなく、解放されたことに喜びを感じた。飛び級で入学した大学ではその優秀さと愛想笑いもできなかったことから孤独な日々を過ごしていた。過去に親友であるロリーナ・リリーナを自身のいたずらが原因で死なせており（実際には死亡していないが、アニメではそのことが原因で絶交され、それを認めることが出来ずに彼女は死んだものとしている）、そのトラウマから変身後は子供の姿となってしまう。原作ではロリーナに関する物語をロリーナ本人に奪われている。その為、メルヴェイユスペースの秘密を解き明かすこと（実はロリーナとともにこれまでアリスロワイヤルに何度も参加しており、アリスマスターにも会ったことがある）と、ロリーナが生きていることを願いとしている。
原作では旧友であるロリーナを倒した後にアスカと相討ちとなって戦いから外れるが、ロリーナとの戦いの中でメルヴェイユスペースの真実に気付き、また彼女が生きていることを知ったために、彼女の願いは叶っていた。アリスロワイヤル終了後は、アリス症候群の研究を止めることにしたが、同時に有人ときらはの血が繋がっていないにも関わらず、2人が似ていることを不思議がっていた。
アニメではアスカに物語を奪われたのを期に、以降は有人達を陰ながら支える役に回る。
須羽 アスカ（すわ アスカ）
声 - 渡辺明乃
「みにくいアヒルの子」がモチーフ。白羽の鍵（ラヴ・アグリー）を使用する能力者。鍵姫ランク第8位。他人の心に潜む醜悪な部分を解放する能力を持つ。ありす達に協力を申し出るが、それは仲間割れを誘ってありす達の集めたページと有人の写本を奪い取る為の作戦であった。キリカとはソリが合わないが、彼女がキリカの物語に挟んだ白羽のしおりが、キリカのトラウマを払拭するきっかけとなった。
原作では、小説家としてデビューを果たすが才能の枯渇を認めたくない一心で複数人の編集者を相手に肉体で仕事を取り、遂には望まぬ妊娠までしてしまうと言う過去が語られる。そのためアリスロワイヤルに勝利して才能か名声を手に入れることを目的としている。初戦できらはたちを鍵の力によって苦しめるが過去の記憶を持たないありすには効かずに退却。その後、脱獄させた暁アカネをアリスの館へ乱入させ、混乱に乗じて勝ち残りを画策するが炎の中でキリカと相討ちとなり脱落。
尚、キリカと決着をつける前に有人が持つ「才能の輝き」を看破し、彼を誘惑してその才能を利用することを考え付く（一線を越えたことを暗示する場面も存在する）。そのため彼女にとってはアリスロワイヤルに勝利しなくても目的を達成出来ることがキリカと引き分けに終わった。アリスロワイヤル終了後も有人を狙っているが、つけいる隙が無く、手を拱いている。
アニメ版では、ありす達と合流して最初に戦った相手である大神ミカのトラウマをその能力で暴露したのを皮切りに相互不信を煽って仲間割れを引き起こしたが、最後はきらはに倒される。原作ではレギュラーだったが、アニメ版ではサブレギュラー、もしくはゲスト的な扱いだった。

### 「アリスの館」の住人
リデル
声 - 浅野真澄
有人とありすの行く図書館の司書官を勤める女性。黄金の鍵（ザ・ワールド）を使う能力者。鍵姫ランク第1位。その正体は、タキオンが物語のモデルにしたアリス本人。鍵姫ランク1位の最強の鍵姫。優しそうだが本気になると目つきが鋭くなり相手を即座に倒すキレ者。
アニメでは最終的に自分だけ永遠の命を得るためにタキオンを葬り、自らの力で物語を動かそうとするも、有人とありすときらはによって倒されてしまうが、原作では鳴見ナミ戦と暁アカネ戦において最強の鍵姫の名に恥じない圧倒的な実力を見せた。またありすときらはとは戦っていない。最終的にタキオンを精神的に追い詰めたことを反省しありすと共にメルヴェイユスペースに留まる。
実在のアリス・リデルに相当するキャラクター。
オルタナイト・L・タキオン
声 - 子安武人
通称アリスマスター。序盤で「タキオンは曾祖父で、自分は子孫」だと言っていたが、実はメルヴェイユスペースで生き続けていたタキオン本人。アリスロワイヤルで少女達が戦うように仕向けた黒幕。
アニメでは、2冊の「アリスの物語」を書き終えた後、想像力が底をつき、本を書かなくなる。その後リデルにそそのかされて「終わらないアリス」の物語を空想するが、次第に現実と空想が混ざって日常的に現実逃避をしてしまうようになる。最終的には物語を集める上で用済みの存在となってリデルに消されてしまう。
原作では有人の二次著作の完成度の高さに敗北を悟って自ら身を退き、メルヴェイユスペースで有人たちを見守ることにした。
実在のルイス・キャロルに相当するキャラクター。
双子のアリス
声 - かないみか、金田朋子
タキオンに付き従う瓜二つの幼女。リデルいわく「タキオンの作り出したアリス達」、つまり片方が「『不思議の国』のアリス」でもう片方が「『鏡の国』のアリス」となる。いつも一緒で仲が良いが、時おり意味深な言葉を発する。
雨宮 アーミ（あまみや アーミ）・苅名 カリン（かりな カリン）
原作のみ登場。「アリス」に登場する三月兎とチェシャ猫がモチーフ。その正体はタキオンのなんらかの術によって人の姿を持った兎と猫。タキオンの指示により「アリス警察」として行動し、アリスロワイヤルとその参戦者を監視している二人組。アリス警察は、ルール違反者をロワイヤルから強制的に排除する権限を与えられている。アカネによるアリス能力者殺害の調査中にありすたちと出会い、彼らをタキオンの元へと案内する。その後、図書館でのバトルロワイヤルでアリスロワイヤルの真実に気付いた有人たちを排除しようとするが、乱入してきたアカネの攻撃で元の姿に戻り、どこかに逃げていった。

### アリスロワイヤル参戦者と乱入者
アリス能力者のキャラクターデザインには多くの漫画家・イラストレーターが参加しており、アクシアよりトレーディングカード化されている（全87種）。
斬崎 リサ（きりさき リサ）
声 - 大本眞基子
「死神の名付け親」がモチーフ。対象を減命し能力を奪う死出の鍵（ハーデス）を使用する能力者。原作では、交際相手の浮気を発端とする連続殺人事件を4年前に引き起こしたアリス能力者。有人たちの間では過去の出来事として語られ、リサと直接的に対峙することは無い。
アニメでは、第1話で最初に登場するアリス能力者。DVDでの追加映像によると、幼い頃に友人らしき少女と百合関係にあった様子である。キャラクターデザインは橋本タカシ（F&C）。
鳴見 ナミ（なるみ ナミ）
声 - 広橋涼
「ハーメルンの笛吹き男」がモチーフ。魔笛の鍵（ハーメルン）を使用する能力者。鍵姫ランク第7位。幼少時に兄を亡くし、その時から両親に男の子として育てられたことにコンプレックスを抱いている。
原作では、策士ぶりを発揮して堅実にページ数を稼いでいたがランク上位者の密会に居合わせた所をリデルとタキオンに踏み込まれる。その際、リデルに勝負を挑んだものの一瞬で敗北し、圧倒的な力量差を見せ付けられた。
アニメ版では、きらはに敗北する。尚、原作での一人称は「ボク」であるが、アニメ版では「わたし」である。
キャラクターデザインはMATSUDA98。
暁 アカネ（あかつき アカネ）
声 - 水樹奈々
「マッチ売りの少女」がモチーフ。炎を具現化する紅蓮の鍵（リトル・マッチ）を使用する能力者だが、アリス能力者でなくアンデルセン能力者。重度の方向音痴で、目的地までの行程を直線距離でしか把握出来ないため木に頭をぶつけてでも直進を志す。精神を病んでおり、寡作であるタキオンがアンデルセンの多作ぶりに嫉妬していることを逆恨みしてかアリスロワイヤルに乱入して「アンデルセンのため」と言いながら、アリス能力者を炎で焼き払おうとする。:原作では、アリス警察によって排除され放火の現行犯で逮捕・投獄されるが、須羽アスカの手で脱獄。アリスの館に乱入して蔵書を手当たり次第に焼き払う。だがその行為でタキオンの逆鱗に触れてしまい、炎の中でリデルと対決するがその圧倒的な実力の前に歯が立たず、戦意を喪失してもなお攻撃を加えられた上で物語を奪われる。その後、有人たちを見送るタキオンの元にアンデルセンとともに再び現れた。このことから、彼女はタキオンにとってのリデル的な立場にいると思われる。
アニメ版ではキサに敗北して物語を奪われるが、アリス能力者でないアカネの物語が第三のアリスを構成するページとなるはずも無く、有人によって返還された。
キャラクターデザインは宮下未紀。
デリーラ
声 - たかはし智秋
「いばら姫」がモチーフ。いばらの鞭を操る。原作・アニメとも設定に大きな差違は無い。80年前、アリスと出会う前のタキオンに愛された少女。タキオンが再び訪れることを信じ、閉鎖された時間軸の中で待ち続けている。アリス能力者であったかどうかは定かではないが、膨大な量の物語を遺して消滅した。
ジャック・ジャクリーン
声 - 笹島かほる
「ジャックと豆の木」がモチーフ。棘の鍵（ブリックルビーン）を使用する能力者。鍵姫ランク第3位。原作では、伸縮自在のうえ回復能力まで備えた鍵を自在に使いこなす強敵でミカとは百合関係。ロリーナとの交戦後にミカがアリスたちに敗れたことに怒り、彼女たちを敗北寸前まで追い詰めるが、乱入してきたアカネに倒される。
アニメ版では、ありす達の仲間割れで中断となり、リターンマッチではきらはとキサのコンビネーションにより倒される。最終話の特別編ではアリス能力者たちのリーダー格として登場。ミカとは知り合いではなかった為、百合関係も描写されなかった。
キャラクターデザインは髙木信孝。
大神 ミカ（おおがみ ミカ）
声 - 榎本温子
「赤ずきん」がモチーフ。迷狼の鍵（レッド・フード）を使用する能力者。鍵姫ランク第4位。原作・アニメとも設定に大きな差違は無い。幼少期に男性にレイプされたことがあり、それが原因で男を極度に嫌い、メルヴェイユスペースに本来は存在しないはずの男である有人に激しい罵詈雑言を浴びせて排除しようとする。ジャクリーンとは百合関係。
アニメでは、物語を奪われた後に有人が返還を申し出ても拒否し、トラウマを消去したかのように一転して爽やかな態度でアリスロワイヤルから身を退いた。結果的に、有人たちに「物語を返還する」という行為の正当性を疑わせる効果を残した。ジャクリーンとは知り合いではなかった為、百合関係も描写されなかった。
キャラクターデザインは桜沢いづみ。
ロリーナ・リリーナ
声 - 沢城みゆき
「白雪姫」がモチーフ。白雪の鍵（スノー・ホワイト）を使用する能力者。鍵姫ランク第5位。キリカにとって最初の親友だったが、かくれんぼの最中にキリカのイタズラが原因で危うく焼け死にかけた事件を契機に絶交される（原作では絶交したかどうかは曖昧）そのことを認めたくないキリカは、ロリーナは事件によって死んだと言うことにして毎年、献花を続けている。
原作ではアリス警察の一員としてキリカに挑む。キリカに愛憎半ばといった感情を抱いており、過去に何度もキリカを倒して、自分のことでいっぱいのキリカの物語（ロリーナ曰く「もうひとつの私の物語」）を読んでは、自分に倒されたという記憶のページだけを奪って物語を返却していた。が、ロリーナを殺したというトラウマを乗り越えたキリカに「自分のことが無意味になる」と思い襲い掛かるが、最終的には自ら彼女に倒される。彼女が残した物語は、キリカへの思いで溢れていた。アニメではアリス能力者である点は原作と共通だがキリカの回想のみに登場するため、アリスロワイヤルに参戦することは無い。
キャラクターデザインはおーじ。
透皇院 トウコ（とうこういん トウコ）
声 - 能登麻美子
「シンデレラ」がモチーフ。鍵姫ランク第2位。対象の時間を操作する硝子の鍵（シンデレラ）を使用する能力者。この鍵の力により相手を子供の姿へと退行させたり（ただしこの力は、ありすやリデルのような、巻き戻る時間の存在しない相手には効果がない。また変身していない相手にも効果がないが、その状態ではまず彼女に太刀打ちできないため弱点としては意味がない）相手の時間を遅くすることで攻撃を回避する能力を持ち、リデルに次ぐナンバー2の地位を不動のものにしている。また作中では使われていないが、彼女が変身時に纏うドレスには能力の違うさまざまな種類のものが存在する様子。普段はいじめの標的にされており、自分以外の人間を信用していない。アニメではアスカの能力により心の醜悪な部分を解放されて敗北した。原作では鍵の能力を生かしきらはたちを追い詰めるが、きらはの鍵の力でアドバンテージであった相手を幼児化させる能力を跳ね返されてしまい、多勢に無勢の状態となりありすたちに自分をいじめていた者の姿を重ねるが、ありすたちの結束は自分をいじめていた者たちのそれとは違うことを詭弁だと思いつつも悟り、敗北した。
キャラクターデザインは七尾奈留。
萌木原 モユ（もえぎはら モユ）
声 - 真田アサミ
「ピノッキオの冒険」がモチーフ。傀儡の鍵（パペット・マリオネット）を使用する能力者。鍵姫ランク第6位。右肩の人形・ピノはモユと別人格を持っており、戦闘時は主従関係が逆転する（この時、モユ本人に意識はなくなる｝。変身時の巨大なアームは「嘘」に反応して伸び、その嘘が大きければ大きいほど長く伸びていく。
原作では、上位者の密会に顔を出していた。アニメでは第13話のみ登場。
キャラクターデザインはさあぺんと。
高塔地 チサ（こうとうち チサ）
声 - 中尾衣里
「ラプンツェル」がモチーフ。古塔の鍵（ザ・タワー）を使用する能力者。アニメでは、ありすに倒される。
キャラクターデザインは蘭宮涼。
八木島 シマコ（やぎしま シマコ）
声 - 水野愛日
「狼と七匹の子山羊」がモチーフ。七羊の鍵（シザース・ゴウト）を使用する能力者。アニメ第13話のみ登場。
キャラクターデザインは爆天童。
双葉 フウカ（ふたば フウカ）
「ヘンゼルとグレーテル」がモチーフ（「鏡の国のアリス」に登場するトゥイードルダムとトゥイードルディではない）。双子の鍵（ジェミニラバー）を使用する能力者。生き別れとなった双子の兄を探しており、変身時には予知能力を持つと同時に兄の人格も出現する。原作ではアスカの合流直後、ありす達に敗れて脱落する。アニメでは、第13話に端役として登場するのみである。
キャラクターデザインは矢野たくみ。

### メルヴェイユ交響曲のアリス能力者
公式サイトで「もうひとつの鍵姫物語」と題して紹介されている「鍵姫物語〜メルヴェイユ交響曲」（ - シンフォニー）のみに登場するアリス能力者は、以下の通りである。アニメでは、エンディングの背景及び第13話の端役で登場している。
綾瀬 アヤ（あやせ アヤ）
「糸くり三人女」がモチーフ。紡錘の鍵（スプリング＝スピンドル）を使用する能力者。
キャラクターデザイン：ムラナコ
御子柴 ミコ（みこしば ミコ）
「長靴をはいた猫」がモチーフ。猫靴の鍵（キャット・ザ・ゾロ）を使用する能力者。
キャラクターデザイン：田中松太郎
鷹野 カノン（たかの カノン）
「ロビン・フッド」がモチーフ。悠弓の鍵（ロビンアーチャー）を使用する能力者。
キャラクターデザイン：有子瑶一
悠里 チユリ（ゆうり チユリ）
「親指姫」がモチーフ。小花の鍵（サンベリーナ）を使用する能力者。
キャラクターデザイン：あずまゆき

### その他
桐原夫妻
有人ときらはの両親。頻繁に家を開けるため、作中の桐原家は有人ときらはの二人きりになっている。
一応、回想シーンには登場するが、大部分が台詞や身体の一部分が映るばかりで、顔は明確に描かれていない。

## テレビアニメ
2006年1月から3月まで放送された。全13話。ストーリー自体は12話で完結しており、13話は番外編的な扱いになっている。また、13話のエンディングでアリス能力者がすべて登場している。

### スタッフ
- 原作 - 介錯
- 監督 - 宮﨑なぎさ
- シリーズ構成 - 池田眞美子
- キャラクターデザイン - 佐藤寿子
- プロップデザイン - 吉野真一
- 美術監督 - 森元茂
- 色彩監督 - 川上善美
- 撮影監督 - 松本敦穂
- 編集 - 田熊純
- 音響監督 - 蝦名恭範
- 音楽 - 七瀬光
- 音楽制作 - MellowHead
- 音楽プロデューサー - 伊藤善之
- プロデューサー - 大宮三郎、中西孝、坂本耕作
- エグゼクティブ・プロデューサー - 小林正樹
- アニメーションプロデューサー - 北村京子
- アニメーション制作 - トライネットエンタテインメント、ピクチャーマジック
- 製作 - 鍵姫物語製作委員会

### 主題歌
オープニングテーマ「Little Primrose」
作詞 - 霜月はるか / 作曲・編曲 - myu / 歌 - kukui
エンディングテーマ「記憶薔薇園」
作詞 - 畑亜貴 / 作曲 - 伊藤真澄 / 編曲 - myu / 歌 - 清水愛

### 各話リスト
| 話数 | サブタイトル       | 脚本           | 絵コンテ       | 演出     | 作画監督              | 総作画監督 |
| ---- | ------------------ | -------------- | -------------- | -------- | --------------------- | ---------- |
| 1    | A Rabbit Hole      | 池田眞美子     | 二宮ハルカ     | 徳本善信 | 空流辺広子            | 佐藤寿子   |
| 2    | Tears              | 池田眞美子     | 南柏努         | 徳本善信 | 山本佐和子            | 空流辺広子 |
| 3    | Caucus Race        | あみやまさはる | えんどうてつや | 山本天志 | 伊部由起子            | 空流辺広子 |
| 4    | Little Bill        | 池田眞美子     | 所俊克         | 下田久人 | 山本修                | 空流辺広子 |
| 5    | A Caterpillar      | あみやまさはる | 嵯峨敏         | 嵯峨敏   | 佐藤寿子 青木哲朗     | 空流辺広子 |
| 6    | A Pig              | 池田眞美子     | 後藤圭二       | 徳本善信 | 松田寛                | 空流辺広子 |
| 7    | A Tea Party        | あみやまさはる | 南柏努         | 鎌仲史陽 | 日高真由美            | 空流辺広子 |
| 8    | Croquet Ground     | 池田眞美子     | 山本天志       | 山本天志 | 伊部由起子            | 空流辺広子 |
| 9    | Turtle's Story     | あみやまさはる | 二宮ハルカ     | 藤本ジ朗 | 山本佐和子 志田ただし | 空流辺広子 |
| 10   | The Quadrille      | 池田眞美子     | 南柏努         | 嵯峨敏   | 青木哲朗 志田ただし   | -          |
| 11   | Tarts              | 池田眞美子     | 林明美         | 徳本善信 | 岡野幸男              | 空流辺広子 |
| 12   | The Evidence       | 池田眞美子     | 二宮ハルカ     | 嵯峨敏   | 佐藤寿子              | -          |
| 13   | A Golden Afternoon | あみやまさはる | 山本天志       | 山本天志 | 伊部由起子            | -          |

※13話以外は『不思議の国のアリス』の章題を元にしている。

### 放送局
| 放送地域 | 放送局             | 放送期間                | 放送日時           | 放送系列   | 備考             |
| -------- | ------------------ | ----------------------- | ------------------ | ---------- | ---------------- |
| 京都府   | KBS京都            | 2006年1月3日 - 3月28日  | 火曜 25:45 - 26:15 | 独立UHF局  |                  |
| 兵庫県   | サンテレビ         | 2006年1月3日 - 3月28日  | 火曜 26:05 - 26:35 | 独立UHF局  |                  |
| 千葉県   | ちばテレビ         | 2006年1月3日 - 3月28日  | 火曜 26:00 - 26:30 | 独立UHF局  |                  |
| 埼玉県   | テレ玉             | 2006年1月4日 - 3月29日  | 水曜 25:00 - 25:30 | 独立UHF局  |                  |
| 神奈川県 | tvk                | 2006年1月4日 - 3月29日  | 水曜 26:45 - 27:15 | 独立UHF局  |                  |
| 三重県   | 三重テレビ         | 2006年1月9日 - 4月3日   | 月曜 25:30 - 26:00 | 独立UHF局  |                  |
| 日本全域 | キッズステーション | 2006年2月24日 - 5月19日 | 金曜 24:30 - 25:00 | CS放送     | リピート放送あり |
| 日本全域 | GyaO               | 2006年8月6日 - 9月17日  | 日曜 12:00 更新    | ネット配信 |                  |

## 関連商品

### 単行本
電撃コミックス刊。
1. 2004年8月15日初版 ISBN 4-8402-2770-5
2. 2005年5月15日初版 ISBN 4-8402-2983-X
3. 2006年1月15日初版 ISBN 4-8402-3294-6
4. 2006年8月15日初版 ISBN 4-8402-3541-4

### CD
全てMellow Head発売（販売協力・ジェネオンエンタテインメント）。

#### オリジナルサウンドトラック
- 鍵姫物語 永久アリス輪舞曲 オリジナルサウンドトラック「現実と幻想からのレガーロ」
  - 2006年3月23日発売 LHCA-5031

#### ドラマCD
収録内容
1. あれから [05:26]
2. ありすと有人の再会？ [12:49]
3. キリカの詮索 [10:13]
4. きらはの抵抗 [14:59]
5. 本当のありす [12:55]
6. きらはと有人 [01:59]

キャスト
- 桐原有人：豊永利行
- 有栖川ありす：清水愛
- 桐原きらは：狩野茉莉
- 御咲キサ：松来未祐
- 篝木キリカ：河原木志穂
- 暁アカネ：水樹奈々
- 教師：山崎剛

#### キャラクターソングアルバム
テレビアニメのキャラクターソングアルバム。2006年4月26日にMellow Headから発売された、Lantis公式サイトは「鍵姫物語 永久アリス輪舞曲 キャラクターソング集」のタイトルを表記。CD正式タイトルは「鍵姫物語 永久アリス輪舞曲 Character Song Collection」。収録曲は以下の通り。
全作詞：畑亜貴
1. ありす外伝書いちゃダメ？
歌：有栖川ありす（清水愛） / 作曲：伊藤真澄 / 編曲：myu
2. しあわせMAXIMUM
歌：桐原きらは（狩野茉莉） / 作・編曲：菊谷知樹
3. まだ恋だとは言わないで
歌：御咲キサ（松来未祐） / 作曲：伊藤真澄 / 編曲：安瀬聖
4. 純愛記号
歌：篝木キリカ（河原木志穂） / 作曲：小高光太郎 / 編曲：安瀬聖
5. 愛と幻想の住み処
歌：リデル（浅野真澄） / 作曲：myu / 編曲：安瀬聖
6. 迷い子ものがたり
歌：双子のアリス（かないみか＆金田朋子） / 作曲：kala / 編曲：黒須克彦
7. 清水愛スペシャルトーク
8. 狩野茉莉スペシャルトーク
9. 松来未祐スペシャルトーク
10. 河原木志穂スペシャルトーク
11. 浅野真澄スペシャルトーク
12. かないみかスペシャルトーク
13. 金田朋子スペシャルトーク

### DVD
発売：トライネットエンタテインメント、販売：アミューズソフトエンタテインメント。
1巻のみ3話、2巻以降は各2話収録。
1. 2006年4月28日発売 ASBY-3344
2. 2006年5月26日発売 ASBY-3345
3. 2006年6月23日発売 ASBY-3346
4. 2006年7月28日発売 ASBY-3347
5. 2006年8月25日発売 ASBY-3348
6. 2006年9月22日発売 ASBY-3349